# Гомоморфізм груп
Гомоморфі́зм груп — відображення {\displaystyle \phi } групи {\displaystyle (G,*)} в групу {\displaystyle (H,\cdot )}, що зберігає групову операцію, тобто:
{\displaystyle \phi \colon G\rightarrow H:\quad \phi (x*y)=\phi (x)\cdot \phi (y)\quad \forall {\mathit {x,y}}\in G}.
Гомоморфізм зберігає всі відношення, основані на заданій операції, тобто, одиниця групи {\displaystyle (G,*)} переходить в одиницю групи {\displaystyle (H,\cdot )}; обернені елементи переходять в обернені.
Тоді:
Ядро гомоморфізму — підмножина всіх елементів {\displaystyle (G,*)}, що відображаються в одиницю групи {\displaystyle (H,\cdot )}:
{\displaystyle ker\,\phi =\{x\in G\colon \phi (x)=e_{H}\}}.
Образ гомоморфізму — підмножина всіх елементів {\displaystyle H}, що є образами елементів {\displaystyle G}:
{\displaystyle im\,\phi =\phi (G)}.

## Властивості
На відміну від ізоморфізму груп, гомоморфізм не обов'язково має бути взаємно-однозначним відображеням.
Приклад гомоморфізму: зіставлення невиродженої матриці та її детермінанту:
{\displaystyle \phi (A)=\operatorname {det} (A),\quad A\in \mathrm {GL} _{n}(\mathbb {R} )},
що є відображенням групи {\displaystyle \mathrm {GL} _{n}(\mathbb {R} )} невироджених лінійних перетворень простору {\displaystyle \mathbb {R} ^{n}} на мультиплікативну групу дійсних чисел {\displaystyle \mathbb {R} ^{*}=\mathbb {R} \setminus \{0\}}.
Як добре відомо, {\displaystyle \operatorname {det} (AB)=\operatorname {det} (A)\operatorname {det} (B)}.